# Ismail van Marokko
Moulay Ismail ibn Sharif (Rissani, 1634-1645? - Meknes, 22 maart 1727) was de tweede sultan van Marokko uit de dynastie der Alaoui.
Hij was de zevende zoon van Moulay Ali Cherif. Hij was aanvankelijk gouverneur van Meknes onder zijn broer Rashid. Toen deze plots stierf, slaagde hij er in hem op te volgen.
Ismail wist de macht van de Alawieten te consolideren. Hij herstructureerde het leger en breidde het uit met duizenden toegewijde Sub-Saharaanse slaven, de Abid al-Boekhari, en Arabische krijgers. Met dit leger kon hij de rebelse stammen bedwingen en weerstand bieden aan de Europese penetratiepogingen. 
Hij belegerde Tanger, dat in handen was van de Engelsen, gedurende vijf jaar, tot de Engelsen zich er in 1684 uit terugtrokken. Met minder succes belegerde hij het Spaanse Ceuta, dat werd ontzet door Jean-François Bette.
Ismail knoopte diplomatieke betrekkingen aan met de Europese mogendheden en deed zelfs een huwelijksaanzoek aan Marie Anne van Bourbon, dochter van Lodewijk XIV.
Meknes werd de nieuwe hoofdstad. De stad werd uitgebouwd met prachtige tuinen en monumenten, waardoor het Versailles naar de kroon stak. Het werd gebouwd door blanke slaven, die waren gevangengenomen door de Barbarijse zeerovers. Als steengroeve werden de Romeinse ruïnes van Volubilis en het El-Badipaleis gebruikt.
Ismail had de reputatie zeer bloeddorstig te zijn. 
Daarnaast werd van hem gezegd dat hij een vijfhonderdtal concubines en meer dan duizend kinderen had. In 1703 werden er 525 zonen en 342 dochters geteld. In 1721 waren er al 700 zonen.
De opvolging van Ismail was niet sluitend geregeld. Bij zijn dood brak dan ook een burgeroorlog uit onder zijn vele zonen. De Abid al-Boekhari zouden bepalen wie er aan de macht kwam.